# Petrochromis orthognathus
Petrochromis orthognathus är en fiskart som beskrevs av Matthes, 1959. Petrochromis orthognathus ingår i släktet Petrochromis och familjen Cichlidae. IUCN kategoriserar arten globalt som livskraftig. Inga underarter finns listade i Catalogue of Life.